# Erythrogenys gravivox
Az Erythrogenys gravivox a madarak osztályának verébalakúak (Passeriformes) rendjébe és a timáliafélék (Timaliidae) családjába tartozó faj.

## Rendszerezése
A fajt Armand David francia zoológus írta le 1873-ban, a Pomatorhinus nembe Pomatorhinus gravivox néven. Besorolása vitatott, egyes szervezetek jelenleg is ide sorolják.

## Alfajai
- Erythrogenys gravivox cowensae Deignan, 1952
- Erythrogenys gravivox decarlei Deignan, 1952
- Erythrogenys gravivox dedekensi Oustalet, 1892
- Erythrogenys gravivox gravivox David, 1873
- Erythrogenys gravivox odicus Bangs & J. C. Phillips, 1914

## Előfordulása
Délkelet-Ázsiában, Laosz, Kína, Mianmar és Vietnám területén honos. Természetes élőhelyei a szubtrópusi és trópusi síkvidéki és hegyi esőerdők, valamint füves puszták és cserjések. Állandó, nem vonuló faj.

## Megjelenése
Testhossza 25 centiméter, testtömege 46-79 gramm.

## Természetvédelmi helyzete
Az elterjedési területe rendkívül nagy, egyedszáma pedig növekszik. A Természetvédelmi Világszövetség Vörös listáján nem fenyegetett fajként szerepel.